# Șafranne, Simferopol
Șafranne (în ucraineană Шафранне) este un sat în comuna Rodnîkove din raionul Simferopol, Republica Autonomă Crimeea, Ucraina.

## Demografie
Componența lingvistică a localității Șafranne
     Rusă (48,42%)
     Tătară crimeeană (23,1%)
     Ucraineană (21,2%)
     Belarusă (4,75%)
Conform recensământului din 2001, nu exista o limbă vorbită de majoritatea populației, aceasta fiind compusă din vorbitori de rusă (48,42%), tătară crimeeană (23,1%), ucraineană (21,2%) și belarusă (4,75%).